# We Didn't Start the Fire
»We Didn't Start the Fire« (dobesedno angleško: »Mi nismo zanetili ognja«) je skladba, ki jo je napisal in izvedel ameriški glasbenik Billy Joel. Izšla je kot singel 27. septembra 1989 pri založbi Columbia Records, 17. oktobra istega leta pa še na njegovem albumu Storm Front. V njej avtor v pretežno kronološkem vrstnem redu naniza omembe 118 pomembnejših političnih, kulturnih, znanstvenih in športnih dogodkov med letoma 1949, ko se je rodil, in 1989.
Spevna skladba je bila nominirana za nagrado grammy za posnetek leta in je postala tretji Joelov singel, ki je osvojil vrh ameriške lestvice Billboard Hot 100, prav tako je album Storm Front prišel na vrh ameriške lestvice kot Joelov tretji tak album. Čeprav je avtor kasneje povedal, da mu melodija ni zares všeč, ostaja ena od njegovih največjih uspešnic in je še v 21. stoletju v uporabi v raznih televizijskih oddajah, oglasih in komičnih produkcijah, navdihnila pa je tudi številne pop-kulturne parodije.

## Ozadje nastanka
Billy Joel je zasnoval skladbo kmalu po 40. rojstnem dnevu. Zamisel zanjo je dobil, ko se je med studijskim ustvarjanjem zapletel v pogovor z 21-letnim prijateljem Seana Lennona. Ta je izjavil, da je grozno biti star 21 let, in Joel je pritrdil: »Ja, spominjam se, ko sem bil star 21 let – zdel se mi je grozen čas, imeli smo Vietnam, in, saj veš, težave z drogo, težave s človekovimi pravicami in vse se je zdelo grozno.« Sogovornik mu je odvrnil, da je bilo to drugače, da je odraščal v petdesetih in »vsi vedo, da se v petdesetih ni nič dogajalo«. Joel ga je presenečeno vprašal, če še ni nikoli slišal za korejsko vojno ali sueško krizo; kasneje je povedal, da sta mu ta dva pojma z naslovnic služila kot ogrodje za pesem.
Kasneje je melodijo označil za grozno, kot zvok zobozdravniškega svedra. Na vprašanje, če je namerno popisal hladno vojno, je odgovoril, da je le po naključju Sovjetska zveza razpadla kmalu po izidu pesmi, kar je dalo svojevrstno simetrijo obdobju med njegovim rojstvom leta 1949, ki je sovpadalo z detonacijo prve sovjetske jedrske bombe in začetkom hladne vojne, ter 1989, ko se je odločil za pisanje.

## Omenjeni zgodovinski dogodki
Kljub hitremu tempu besedila, kjer je vsak dogodek ali osebnost omenjen le z nekaj besedami, je pomen jasen.
Dogodki so našteti v vrstnem redu, v katerem so omenjeni v skladbi, ki je skoraj povsem kronološki, in z avtorjevimi besedami. V vsakem verzu je naštetih nekaj, med verzi pa so refren in nekateri drugi poetični elementi. Prepletanje kontekstov – zabava, mednarodni odnosi, šport – daje pregled ameriške kulture tega časa.

### 1940. leta

#### 1948
- Harry Truman zmaga na predsedniških volitvah v ZDA po delnem mandatu predsednika zaradi smrti predhodnika Franklina D. Roosevelta.
- Doris Day debitira v filmu Romance on the High Seas.

#### 1949
- Rdeča Kitajska (Red China) je ustanovljena z razglasom Komunistične partije Kitajske po zmagi v kitajski državljanski vojni.
- Johnnie Ray: pionir rokenrola podpiše svojo prvo pogodbo z Okeh Records.
- South Pacific, večkrat nagrajeni muzikal, doživi premiero na Broadwayu.
- Walter Winchell, vplivni radijski in časopisni novinar, uperi ost proti komunizmu kot glavni grožnji Ameriki.
- Joe DiMaggio podpiše rekordno pogodbo v vrednosti 100.000 USD z ekipo New York Yankees.

### 1950. leta

#### 1950
- Joe McCarthy, ameriški senator, pritegne pozornost ameriške javnosti z govorom na Lincolnov dan, začetek dobe makartizma.
- Richard Nixon je prvič izvoljen za ameriškega senatorja.
- Studebaker, znani ameriški proizvajalec avtomobilov, zaide v finančne težave.
- Televizija (television) postane splošno razširjena v Evropi in Severni Ameriki.
- Severna Koreja (North Korea) vdre v Južno Korejo (South Korea), prične se korejska vojna.
- Marilyn Monroe se pojavi v petih filmih, med njimi Asfaltna džungla in Vse o Evi.

#### 1951
- zakonca Rosenberg (Rosenbergs) sta obsojena vohunjenja.
- Vodikova bomba (H-Bomb): Združene države Amerike začnejo z razvojem termonuklearnega jedrskega orožja.
- Sugar Ray Robinson, boksarski šampijon, premaga Jakea LaMotto v »masakru na valentinovo«.
- Panmunjom, obmejna vasica v Koreji, prizorišče mirovnih pogajanj med vojskujočima se stranema v korejski vojni.
- Marlon Brando je nominiran za oskarja za svojo vlogo v filmu Tramvaj Poželenje.
- The King and I, muzikal produkcijskega podjetja Rodgers and Hammerstein, doživi premiero na Broadwayju.
- Varuh v rži (The Catcher in the Rye), kontroverzni roman J. D. Salingerja, je prvič izdan.

#### 1952
- Dwight D. Eisenhower prepričljivo zmaga na ameriških predsedniških volitvah.
- cepivo (vaccine) proti otroški ohromelosti je dokončano po zaslugi Jonasa Salka.
- Anglija ima novo kraljico (England's got a new queen): princesa Elizabeta prevzame angleški prestol kot kraljica Elizabeta II.
- Rocky Marciano premaga Jerseyja Walcotta in postane prvak v težki kategoriji.
- Liberace začne ustvarjati The Liberace Show.
- Na svidenje, Santayana (Santayana goodbye): umre ameriški filozof in književnik George Santayana.

#### 1953
- Josif Stalin (Joseph Stalin), voditelj Sovjetske zveze, umre.
- Georgij Malenkov nasledi Stalina za nekaj mesecev.
- Gamal Abdel Naser ima kot Nagibov minister za notranje zadeve glavno besedo v politiki nove egiptovske države.
- Sergej Prokofjev, znani ruski skladatelj, umre.
- Winthrop Rockefeller gre skozi medijsko odmevno ločitev; tudi Nelson Rockefeller in John D. Rockefeller III. sta bila medijsko izpostavljena tega leta, toda Joel je pojasnil, da je mislil Winthropa kot guvernerja New Yorka,[7] čeprav je bil guverner med leti 1959 in 1973.
- Roy Campanella, bejzbolski lovilec za ekipo Brooklyn Dodgers, drugič prejme nagrado za najkoristnejšega igralca Nacionalne lige.
- komunistični blok (Communist Bloc): vzhodnonemška policija s podporo sovjetskih sil zatre vzhodnonemško vstajo leta 1953.

#### 1954
- Roy Cohn odstopi s položaja McCarthyjevega glavnega svetovalca.
- Juan Perón je na višku moči kot predsednik Argentine pred državnim udarom naslednje leto.
- Arturo Toscanini je na višku dirigentske slave, s simfoničnim orkestrom NBC redno nastopa na ameriškem nacionalnem radiu.
- Dacron, zgodnje umetno vlakno iz istega materiala kot poliester.
- Bitka za Dien Bien Phu (Dien Bien Phu falls): padec tega francosko-vietnamskega tabora v roke sil Việt Minha vodi do ustanovitve Severnega in Južnega Vietnama kot ločenih držav.
- »Rock Around the Clock«, singel uspešnica skupine Bill Haley & His Comets.

#### 1955
- Albert Einstein, znameniti fizik, umre v 77. letu starosti.
- James Dean zaslovi s filmoma Vzhodno od raja in Upornik brez razloga, a umre v prometni nesreči.
- Brooklyn ima zmagovalno ekipo (Brooklyn's got a winning team): bejzbolska ekipa Brooklyn Dodgers osvoji svoj prvi in edini naslov prvaka Svetovne serije pred selitvijo v Los Angeles.
- Davy Crockett, Disneyjeva televizijska miniserija, je velika uspešnica.
- Peter Pan, pred kratkim predstavljen v Disneyjevem animiranem filmu, tudi glavni lik odrskega muzikala z Mary Martin v glavni vlogi, ki ga predvaja NBC.
- Elvis Presley podpiše pogodbo z RCA Records na poti do statusa »kralja rokenrola«.
- Disneyland se odpre kot Disneyjev prvi zabaviščni park.

#### 1956
- Brigitte Bardot z nastopom v filmu In Bog je ustvaril žensko pridobi mednarodni sloves francoske »mačke«.
- Budimpešta (Budapest) je prizorišče madžarske revolucije.
- Alabama je prizorišče bojkota avtobusov v Montgomeryju, enega ključnih dogodkov gibanja za človekove pravice.
- Nikita Hruščov ima svoj znameniti skrivni govor, v katerem obsodi Stalinov kult osebnosti.
- Princesa Grace Kelly (Princess Grace) nastopi v svojem zadnjem filmu, Visoka družba in se poroči z monaškim princem Rainierjem III.
- Peyton Place, kontroverzni roman avtorice Grace Metalious, je objavljen in postane velika uspešnica.
- Težava v Suezu (Trouble in the Suez): sueška kriza se poglobi, ko Egipt nacionalizira Sueški prekop.

#### 1957
- Little Rock v Arkansasu je prizorišče konflikta med guvernerjem Orvalom Faubusom in Eisenhowerjevo administracijo glede vprašanja skupine temnopoltih učencev Little Rock Nine v prej izključno belski šoli.
- Boris Pasternak, ruski pisatelj, objavi svoj roman Doktor Živago.
- Mickey Mantle je na vrhuncu svoje kariere kot slavni igralec na zunanjem polju in član zvezdniške ekipe Ameriške lige šesto leto zapored.
- Jack Kerouac, ameriški pisatelj, objavi svoj roman Na cesti, delo, ki definira beatniško generacijo.
- Sputnik postane prvi umetni satelit in sproži vesoljsko tekmo.
- Džov Enlaj, predsednik vlade Ljudske republike Kitajske, preživi poskus atentata.
- Most na reki Kwai (The Bridge on the River Kwai) izide in prejme sedem oskarjev za tisto leto, vključno z nagrado za najboljši film.

#### 1958
- Libanon se zaplete v politično in versko krizo, ki kasneje vodi tudi do ameriške intervencije.
- Charles de Gaulle je izvoljen za prvega predsednika Pete francoske republike po alžirski krizi.
- Kalifornijski bejzbol (California baseball) se prične s selitvijo ekip Brooklyn Dodgers in New York Giants v Kalifornijo.
- Starkweatherjev umor (Starkweather homicide): Charles Starkweather se odpravi na morilski pohod po kraju Lincoln v Nebraski, v katerem umre 11 ljudi.
- Otroci talidomida (Children of Thalidomide): številne nosečnice, ki so med nosečnostjo jemale talidomid proti slabosti, rodijo otroke z deformacijami.

#### 1959
- Buddy Holly umre v letalski nesreči z Ritchiejem Valensom in Big Bopperjem – t. i. »dan, ko je umrla glasba«.
- Ben-Hur s Charltonom Hestonom v glavni vlogi osvoji enajst oskarjev, vključno z nagrado za najboljši film.
- Vesoljske opice (Space Monkeys): dve opici postaneta prvi poskusni živali v ameriškem vesoljskem programu, ki sta preživeli izstrelitev v vesolje.
- Mafija: sojenje mafijskim voditeljem po policijski raciji na srečanje v mestecu Apalachin potrdi, da gre za vsedržavno zarotniško organizacijo.
- Hulahup, priljubljena igrača, doseže prodajo 100 milijonov kosov.
- Fidel Castro pride na oblast v kubanski revoluciji.
- Edsel ne gre (Edsel is a no-go): proizvodnja intenzivno oglaševane nove znamke avtomobilov se konča po samo treh letih zaradi slabe prodaje.

### 1960. leta

#### 1960
- U-2, ameriško vohunsko letalo s pilotom Francisom G. Powersom na krovu je sestreljeno nad Sovjetsko zvezo, kar sproži mednarodni spor med velesilama. Pogosto zmotno mišljenje je, da gre za omembo glasbene skupine U2, ki je bila ustanovljena šele leta 1976.[8]
- Syngman Rhee je prisiljen odstopiti s položaja voditelja Južne Koreje, rešiti ga mora CIA.
- Payola, nelegalna praksa plačevanja radiem za predvajanje skladb, je razkrita v pričevanju Dicka Clarka pred ameriškim Kongresom, kar uniči kariero znanega glasbenega urednika Alana Freeda.
- John F. Kennedy, ameriški senator iz Massachusettsa, premaga podpredsednika Richarda Nixona na ameriških predsedniških volitvah.
- Chubby Checker populariza ples Twist s svojo priredbo istoimenske skladbe.
- Psycho, triler Alfreda Hitchcocka, postavi nove standarde prikaza nasilja, deviantnega vedenja in spolnosti v filmu.
- Belgijci v Kongu (Belgians in the Congo): Belgijski Kongo razglasi neodvisnost od Belgije.

#### 1961
- Ernest Hemingway stori samomor po dolgi bitki z depresijo.
- Adolf Eichmann, dolgo iskani nacistični vojni zločinec, je obsojen v Izraelu za zločine proti človeštvu med drugo svetovno vojno.
- Tujec v tuji deželi (Stranger in a Strange Land), roman ameriškega pisatelja Roberta A. Heinleina z motivi spolne svobode, se izkaže za nepričakovano uspešnico.
- Bob Dylan (takrat še pod imenom Robert Zimmerman) podpiše pogodbo s Columbia Records po pohvali kritika Roberta Sheltona v časopisu New York Times.
- Berlin: ločitev mesta na Zahodni in Vzhodni Berlin je zakoličena z izgradnjo Berlinskega zidu.
- invazija v Prašičjem zalivu (Bay of Pigs Invasion), poskus državnega udara kubanskih izgnancev pod sponzorstvom ZDA, spodleti.

#### 1962
- Lawrence Arabski (Lawrence of Arabia), z oskarjem nagrajeni film, doživi premiero.
- Britanska beatlemania (British Beatlemania): The Beatles postanejo najslavnejša rock zasedba na svetu.
- Univerza Misisipija (Ole Miss): izbruhnejo izgredi podpornikov segregacije zaradi vpisa črnskega študenta Jamesa Mereditha.
- John Glenn poleti na prvi orbitalni polet z ameriško posadko (»Friendship 7«).
- Liston premaga Pattersona (Liston beats Patterson): Sonny Liston z nokavtom zmaga proti redko poraženemu Floydu Pattersonu v prvem krogu svetovnega boksarskega prvenstva težke kategorije.

#### 1963
- Papež Pavel VI. (Pope Paul) postane novi papež Rimskokatoliške Cerkve.
- Malcolm X poda več kontroverznih izjav, med drugim »kokoši so prišle domov gnezdit« o atentatu na Johna F. Kennedyja.
- seks britanskega politika (British politician sex): škandal po razkritju spolnih odnosov britanskega ministra za vojno Johna Profuma s starleto Christine Keeler.
- JFK odpihnjen (JFK blown away): Lee Harvey Oswald izvede atentat na ameriškega predsednika Johna F. Kennedyja v Dallasu.

#### 1965
- Nadzor rojstev (Birth control): proces Griswold proti Connecticutu izzove zakon ameriške zvezne države Connecticut, ki prepoveduje kontraceptike.
- Ho Ši Minh: ZDA v pripravah na operacijo Rolling Thunder nastanijo prve bojne enote v Južnem Vietnamu za boj proti Severnem Vietnamu pod Ho Ši Minhovim vodstvom.

#### 1968
- Richard Nixon spet nazaj (Richard Nixon back again): po porazu proti Kennedyju leta 1960 je nekdanji ameriški podpredsednik Nixon izvoljen za predsednika.

#### 1969
- Moonshot: člani odprave Apollo 11 postanejo prvi ljudje, ki so pristali na Luni.
- Woodstock, glasbeni festival, pritegne 400.000-glavo množico obiskovalcev in postane eden od vrhuncev kulturne preobrazbe države.

### 1970. leta

#### 1972–1975
- Afera Watergate: škandal po vlomu republikancev v prostore Nacionalne komisije Demokratske stranke v poslovni stavbi Watergate v Washingtonu vodi do odstopa ameriškega predsednika Nixona.
- Punk rock: ustanovitev pionirjev punka Ramones in Sex Pistols.

#### 1976–1977
(Op.: dogodek iz leta 1976 je tu vstavljen med dogodke iz leta 1977 za boljši tok besedila)
- Menahem Begin postane predsednik vlade Izraela in vodi pogajanja v Camp Davidu s predsednikom Egipta.
- Ronald Reagan, nekdanji guverner Kalifornije, se prične potegovati za položaj ameriškega predsednika (pred volitvami leta 1976; izvoljen je na naslednjih volitvah leta 1980).
- Palestina: izraelsko-palestinski konflikt se zaostri zaradi ustanavljanja izraelskih naselbin na okupiranem Zahodnem bregu.
- Teror na letalski liniji (Terror on the airline): zgodi se več odmevnih ugrabitev potniških letal, na primer let Air France, ki je preusmerjen v Ugando, kjer dramo s talci razrešijo izraelski vojaki v operaciji Entebbe.

#### 1979
- Ajatole v Iranu (Ayatollahs in Iran): iranska revolucija strmoglavi sekularnega šaha Mohameda Rezo Pahlavija in vzpostavi versko oblast ajatol pod Homeinijevim vodstvom.
- Rusi v Afganistanu (Russians in Afghanistan): s sovjetskim vdorom v Afganistan se prične desetletni oboroženi konflikt.

### 1980. leta

#### 1981–1982
- Kolo sreče (Wheel of Fortune): Pat Sajak in Vanna White prevzameta vodenje ameriškega televizijskega kviza, ki se je začel leta 1975, kar povzroči močan dvig priljubljenosti.

#### 1983
- Sally Ride postane prva Američanka v vesolju, na krovu vesoljskega čolnička Challenger na misiji STS-7.
- Metalski samomor (Heavy metal suicide): starši metalcev okrivijo skladbe, kot sta »Suicide Solution« in »Better By You, Better Than Me«, za samomore njihovih otrok.
- Tuji dolgovi (Foreign debts): vztrajni trgovinski in proračunski primanjkljaji povzročijo insolvenčnost več držav.
- Brezdomni veterani (Homeless vets): številni veterani vietnamske vojne, med njimi vojni invalidi, se soočajo z brezdomstvom in revščino.
- Aids: okužba z virusom HIV, ki povzroča imunsko pomanjkljivost, preraste v pandemijo.

#### 1984
- Crack postane priljubljena oblika kokaina v revnejših četrtih ameriških mest.
- Bernie Goetz postreli štiri temnopolte mladeniče, ki naj bi ga poskušali oropati na newyorški podzemni železnici, in je kasneje oproščen umora.

#### 1988
- Igle na obali (Hypodermics on the shore): morje naplavi večjo količino nelegalno odvrženih medicinskih odpadkov na plaže Long Islanda, New Jerseyja in Connecticuta.

#### 1989
- Kitajska v izrednih razmerah (China's under martial law): Ljudska republika Kitajska razglasi izredne razmere in uporabi vojsko proti protestnikom na Trgu nebeškega miru.
- Rokenrolske vojne kole (Rock-and-roller cola wars): proizvajalca gaziranih pijač Coca-Cola in Pepsi zaženeta obsežni oglaševalski kampanji z zvezdniki rokenrola in popa.